# 52665 Brianmay
52665 Brianmay este un asteroid din centura principală, descoperit pe 30 ianuarie 1998, de Jana Tichá și Miloš Tichý.